# Mierzynko
Mierzynko [pronunciación en polaco: /mjɛˈʐɨnkɔ/] (en casubio: Mierzinkò) es un pueblo ubicado en el distrito administrativo de Gmina Gniewino, dentro del Condado de Wejherowo, Voivodato de Pomerania, en Polonia del norte. Se encuentra aproximadamente a 6 kilómetros al suroeste de Gniewino, a 23 kilómetros al noroeste de Wejherowo, y a 58 kilómetros al noroeste de la capital regional Gdańsk.
Para detalles de la historia de la región, véase Historia de Pomerania.
El pueblo tiene una población de 253 habitantes.